# Indisk blåkråka
Indisk blåkråka (Coracias benghalensis) är en sydasiatisk fågel i familjen blåkråkor inom ordningen praktfåglar.

## Utbredning och systematik
Indisk blåkråka delas numera oftast in i två underarter med följande utbredning:
- Coracias benghalensis benghalensis – förekommer från Arabien till nordöstra Indien och Bangladesh
- Coracias benghalensis indicus – förekommer i centrala och södra Indien samt på Sri Lanka

Den är huvudsakligen en stannfågel men genomför dåligt kända lokala förflyttningar över hela utbredningsområdet. Den har tillfälligtvis påträffats i Bahrain, Qatar, Turkiet och Jemen.
Indokinesisk blåkråka (C. affinis) behandlades tidigare som underart till indisk blåkråka. Den har dock ett något avvikande utseende och trots att den hybridiserar med indisk blåkråka i nordöstra Indien visar genetiska studier att den istället är systerart till sulawesiblåkråkan.

## Utseende och levnadssätt
Indisk blåkråka är en kajstor fågel med en kroppslängd på 33 centimeter. Likt blåkråkan har den turkosfärgade inslag både på huvudet och undersidan, liksom turkosa vintgtäckare och blå framkant på vingen. Indisk blåkråka är dock rödbrun på nacke och nedre delen av bröstet, manteln är grönaktig istället för kanelfärgad och strupe och örontäckare är vitstreckade. I flykten syns ett turkost band över handpennorna och ett mörkblått ändband på stjärten.
Den liknande arten indokinesisk blåkråka, ibland behandlad som underart till indisk blåkråka, är mörkare med purpurbrun undersida, blåstreckad strupe och mörka hörn på stjärten istället för ändbandet.
Arten ses i jordbruksområden, öppet skogslandskap och trädgårdar.

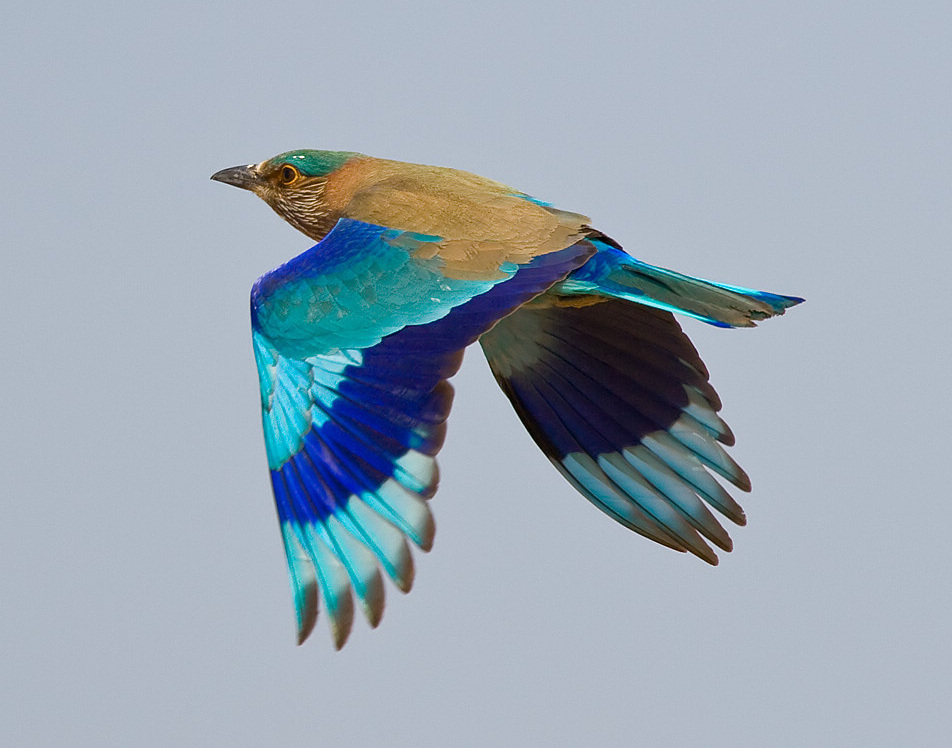
I flykten
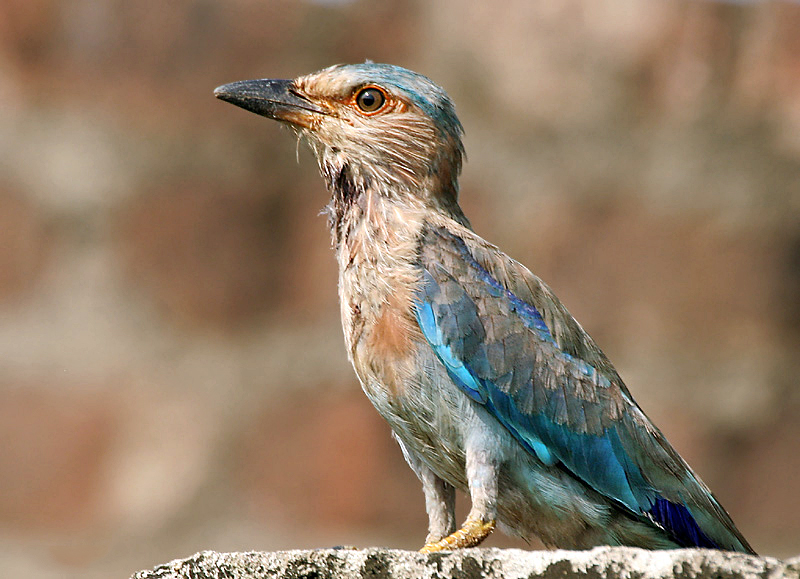
Subadult

## Status och hot
Arten har ett stort utbredningsområde och tros öka i antal. Internationella naturvårdsunionen IUCN listar den därför som livskraftig (LC).